# Люба Енчева
Люба Атанасова Енчева е българска пианистка и музикална педагожка, професор в Българската държавна консерватория.

## Биография
Родена е на 9 август 1914 година в София. Първия досег с пианото получава от майка си Невена Енчева, която в Киев е възприела метода на Лешетицки. Едва 10-годишна, Люба се класира първа между 65 кандидати на конкурс в Кралската консерватория „Джузепе Верди“ в Милано, а на 19 години, през 1932 г., я завършва с диплом за „най-висока степен по пиано“, отговаряща на „професор по пиано“.
По-късно специализира в Париж в „курсове за виртуози и интерпретация“ на известния пианист и педагог Марсел Чампи и в Берлин при Едвин Фишер. От 1926 г. изнася множество концерти в България и чужбина. Професор е по пиано в Държавната консерватория от 1963 г.
Акцент в професионалния ѝ път е Международният конкурс за певци и инструменталисти през 1936 г. във Виена. Сред 160 кандидати Люба Енчева е носителка на сребърен медал и медал от лауреатите след Емил Гилелс, Якоб Флиер, Моник Брюшолри. В журито са Емил фон Зауер, Вилхелм Фуртвенглер, Бруно Валтер, Клаудио Арау.
С композитора Димитър Ненов проф. Енчева поддържа професионални и приятелски контакти още от дните около откриването на новата зала „България“. Заедно с него изпълнява двойния концерт в до минор от Йохан Себастиан Бах с Академичния симфоничен оркестър. На нея се дължи след смъртта на Ненов премиерното изпълнение на концерта му за пиано и оркестър, един от най-трудните в българската клавирна литература.
Заради високия си художествен критерий и принципност проф. Люба Енчева е канена редовно в журитата на повече от 50 най-престижни международни пианистични конкурса – „Пьотър Чайковски“, „Фредерик Шопен“, „Кралица Елизабет“, „Роберт Шуман“, „Й. С. Бах“, „Клод Дебюси“, „Бузони“ и други.
Люба Енчева е гост-професор в най-авторитетната консерватория „Мусашино академия“ в Токио. Освен със студентите и майсторския клас, Люба Енчева води и курс за професорите, като ги запознава с постиженията на българската музикална култура.
През 1952 г. получава Димитровска награда, а през 1979 г. е удостоена със званието „Народен артист“.
На нейно име през 2008 г. е учредена ежегодна музикална награда в АМТИИ в Пловдив. На нея е наименувана фондация за изкуства. Съпругът ѝ Александър Петров дарява през 1997 г. родния ѝ дом на фондация „Млади дарования“.

## По-важни дати
- 1924 – 29 октомври, Милано – Люба Енчева се явява на изпит в Кралската консерватория „Джузепе Верди“. Приета на първо място.
- 1927 – 4 юни, Милано – Завършва предсрочно консерваторията.
- 1929 – Заминава за Париж за уроци при Марсело Чампи.
- 1932 – Завършва висшия курс на консерваторията „Джузепе Верди“ при Ренцо Лоренцони.
- 1934 – е в Париж за курсовете за виртуози на Марсело Чампи.
- 1935 – 6 март, Военен клуб, първи концерт на в България.
- 1935 – Париж, декември, концерт в зала „Гаво“ с оркестър „Ла мурьо“ под диригентството на Южен Биго.
- 1936 – започва уроци при Лазар Леви в Париж.
- 1936 – 4 – 17 юни, Виена, Международен конкурс за пианисти.
- 1936 – концерт с пряко излъчване по Българското национално радио 25 октомври.
- 1936 – започва активна международна концертна дейност.
- 1937 – участва в откриването на зала „България“ на 9 октомври.[1] Изпълнява концерт за 2 пиана и оркестър от Йохан Себастиан Бах заедно с Димитър Ненов. Съпровожда Софийската филхармония под диригентството на Цанко Цанков.
- 1939 – през октомври и ноември работи с Едвин Фишер.
- 1942 – 1944 – изнася редица концерти в Германия, Австрия, Белгия, свири за радио „Берлин“ и „Европа Зендер“.
- 1945 – 1946 – концертира из Австрия.
- 1946 – на 14 август се завръща се в България с Ганчо Гешев.
- 1946 – На 11 октомври Люба Енчева свири в [„Алианс Франсез“. Това е първият ѝ концерт в София след войната.
- 1948 – 1950 – щатен солист в Радио София. Изнася повече от 50 концерта през първия сезон и записва плочи. През втория сезон изнася 92 концерта и прави първи изпълнения на произведения от български композитори.
- 1949 – журира на конкурса „Пражка пролет“ в Прага.
- 1950 – хоноруван преподавател в Българската държавна консерватория (ДМА „П. Владигеров“).
- 1951 – 1989 – редовен преподавател в Българската държавна консерватория с прекъсване от две години (1953 – 1955) поради активна концертна дейност.
- 1953 – прави едномесечно турне през декември с диригента Влади Симеонов в Прага и Бърно.
- 1955 – от 5 до 30 януари изнася концерти в Румъния с Държавния симфоничен оркестър – София.
- 1955 – доцент в Българската държавна консерватория.
- 1959 – първи концерт на дуо Люба Енчева – Сава Димитров (кларинет), с което концертират по световните музикални сцени в продължение на 26 години.
- 1958 – 1962 – записва 2 тома „Добре темперирано пиано“ от Йохан Себастиан Бах.
- 1963 – професор в Българската държавна консерватория.
- 1967 – едномесечно турне през март на дуо Люба Енчева – Сава Димитров в Индия и Югославия.
- 1968 – записва „Концерт за пиано и оркестър“ от Димитър Ненов, който е издаден на плоча от „Балкантон“.
- 1974 – записва 4 грамофонни плочи за фирмата „Алфа, Леман и Горле“, Белгия. Това са първите записи на някои произведения от Панчо Владигеров, Светослав Обретенов, Димитър Ненов и съвместно с Мария Шейтанова (цигулка), произведения от Парашкев Хаджиев, Георги Златев-Черкин и отново Владигеров в чужбина.
- 1974 – 1981 – концертира и журира редица национални и международни пианистични конкурси.
- 1981 – 1982 – гост-професор в „Мусашино академия музике“ в Токио, Япония. Изнася множество концерти в Япония и Австралия, удостоена е с Почетния знак на град Нумадзу.
- 1985 – основава и ръководи „Факултет по музика“ в град Исперих. Получава награда на Музикалните дни „Димитър Ненов“ в Разград.
- 1989 – през януари прави последния си запис за Българското национално радио, който е издаден на компактдиск по повод 20 г. от кончината ѝ.